# كريس غريغ
كريس غريغ (بالإنجليزية: Chris Grigg)‏ هو رائد أعمال بريطاني، ولد في 6 يوليو 1959 في هامبشير في المملكة المتحدة.